# Устінов Євген Олексійович (воєначальник)
Євген Олексійович Устінов (6 листопада 1960 , Сосновський район, Горьківська область ) — російський воєначальник. Начальник штабу — перший заступник командувача Повітряно-десантних військ Росії з травня 2019 року. Генерал-полковник (2018).

## Біографія
Євген Олексійович Устінов народився 6 листопада 1960 року в селі Кайдалове Сосновського району Горьківської області (з 1992 року Нижегородська область)
Після закінчення середньої школи з квітня 1979 року проходив термінову службу в Ленінградському військовому окрузі. У 1980 році вступив до Рязанського вищого повітряно-десантного командного училища імені Ленінського комсомолу, яке закінчив у 1984 році. В 1998 закінчив Військову академію імені М. В. Фрунзе, в 2005 — Військову академію Генерального штабу Збройних Сил Російської Федерації.
Проходив службу в Повітряно-десантних військах, послідовно обіймаючи посади від командира взводу до заступника командувача ВДВ. З 1985 по 1987 рік на посаді заступника командира батальйону служив біля Афганістану.
З 2000—2002 — командир 331-го гвардійського парашутно-десантного полку.

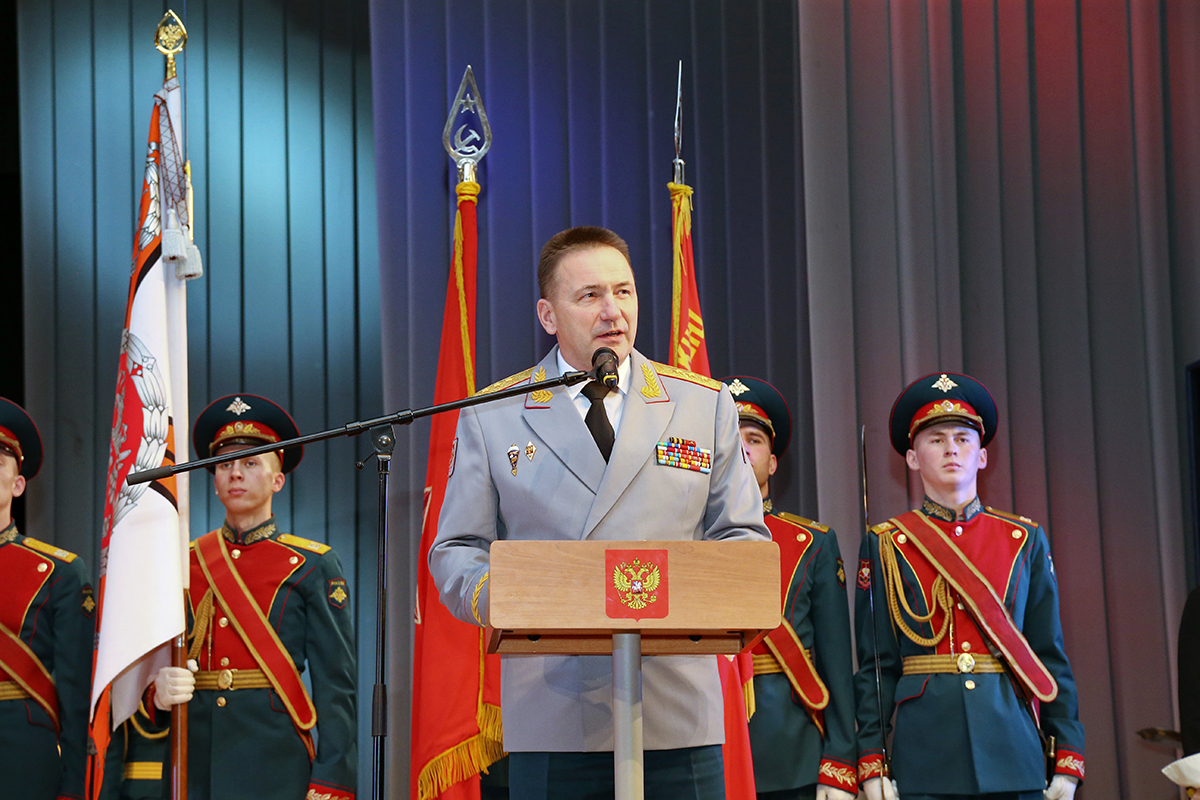
На заході, присвяченому 75-річчю ЕкСВУ. Єкатеринбург, 2018 рік

З серпня 2009 по 2011 рік — заступник командувача військ Ленінградського військового округу, з 9 січня 2011 по квітень 2013 року — командувач 6-ї загальновійськової армії Західного військового округу.
З квітня 2013 року — заступник командувача військ Центрального військового округу, з вересня 2016 року — начальник штабу — перший заступник командувача військ Центрального військового округу. У 2016—2017 роках перебував у відрядженні в Сирії, брав участь у розробці операції з захоплення міста Пальміри вдруге.
З жовтня 2018 по січень 2019 року — тимчасово виконуючий обов'язки командувача військ Центрального військового округу за посадою. Указом Президента Росії від 12 грудня 2018 року присвоєно військове звання «генерал-полковник».
У травні 2019 призначений начальником штабу — першим заступником командувача Повітряно-десантними військами Росії.
Одружений. Виховує двох синів.

## Нагороди
- Орден Святого Георгія IV ступеня[4][5][6]
- Орден " За заслуги перед Батьківщиною " 3-го ступеня з мечами
- Орден «За заслуги перед Батьківщиною» 4-го ступеня з мечами[7]
- Орден Олександра Невського
- Орден Суворова[5][6] ;
- Орден Кутузова[5][6] ;
- Орден Мужності[5][6] ;
- Орден «За військові заслуги»[5][6] ;
- Орден «За службу Батьківщині у Збройних Силах СРСР» ІІІ ступеня[5][6] ;
- Медаль «За відвагу»[5][6] ;
- Медаль «Учаснику військової операції в Сирії»[5][6] ;
- Медалі РФ ;
- Медалі СРСР.